# 爱德华·赫里欧总理广场
爱德华·赫里欧总理广场（Place du Président-Édouard-Herriot）是巴黎第七区的一个三角形广场，位于大学路与rue Aristide-Briand转角。爱德华·赫里欧总理广场附近的地铁站是国民议会站（12号线）。

## 名称
爱德华·赫里欧总理广场得名于法国总理爱德华·赫里欧 (1872-1957).

## 历史
爱德华·赫里欧总理广场命名于1965年4月23日.

## 建筑
- 波旁宫